# Heino
Heino (13 de desembre de 1938 a Düsseldorf) i de nom autèntic: Heinz Georg Kramm) és un músic alemany. Com a cantant pop i de cançó popular alemanya s'ha fet molt popular a Alemanya i els altres països de parla alemanya. També destaca pel seu aspecte distintiu amb els cabells rossos i ulleres de sol negres, així com per la seva característica veu de baríton. Heino va ser una icona de la música popular alemanya.

## Carrera

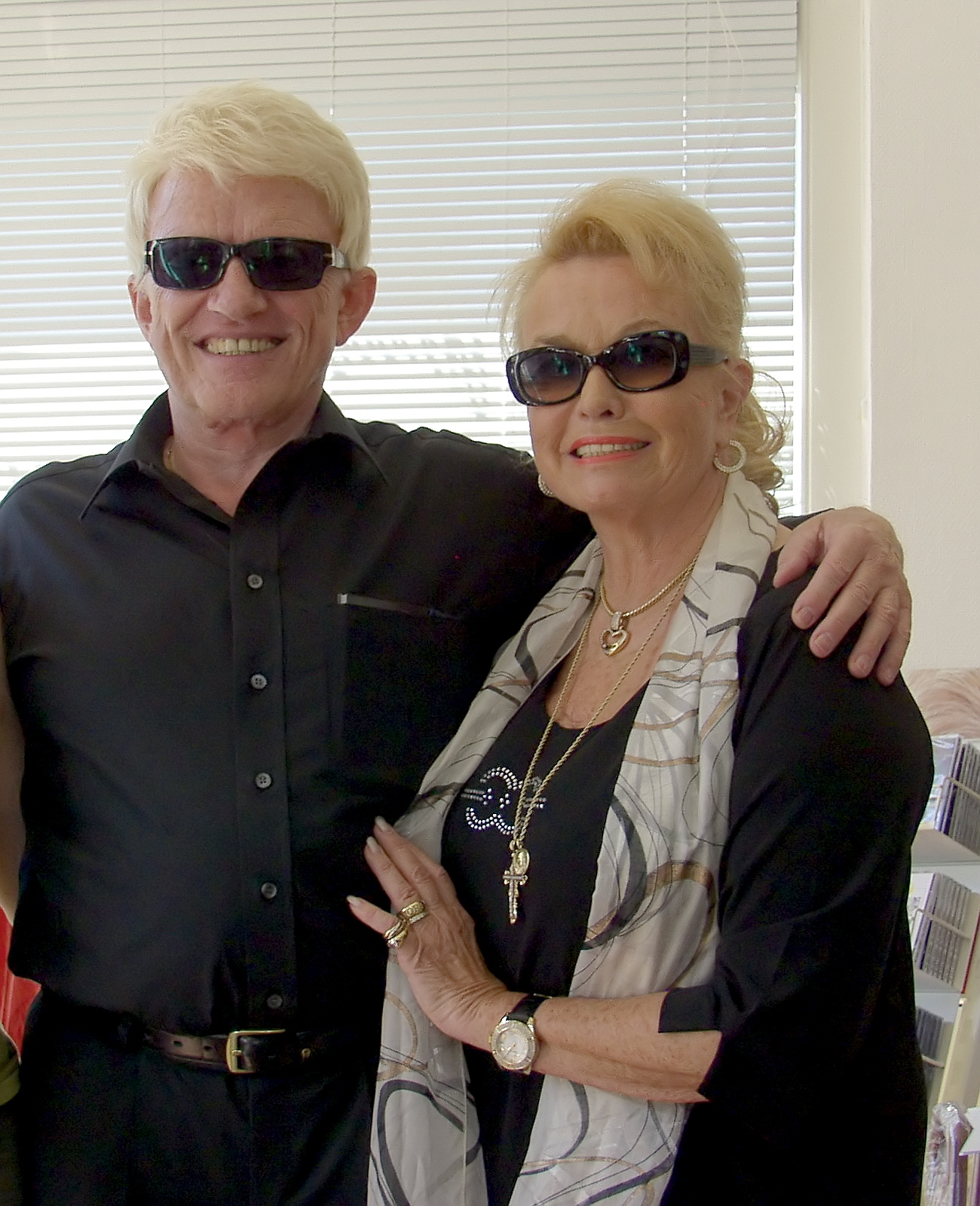
Heino amb la seva tercera esposa Hannelore Kramm (Maig de 2008)

El 1961 va aparèixer per primera vegada amb el trio OK Singers, amb un èxit moderat.
El gran avanç es va produir per a Heino, després de la seva actuació l'any 1965 amb el seu grup, un "trio còmic", a Quakenbrück en una desfilada de moda de l'estrella del pop Karl-Heinz Schwab on va cantar la seva cançó més coneguda:Blau blüht der Enzian ("Flors blaves de la genciana").
En la dècada de 1980,l'any 1983, Heino va cantar la cançó de la Loteria de la televisió alemanya Sonnenschein – Glücklichsein (sol brillant-felicitat).
El mateix any 1983, Heino va ser criticat quan va realitzar una gira a Sud-àfrica on regia l'apartheid i també un boicot per aquell país per part dels artistes internacionals.